# Coscinia bipunctata
Coscinia bipunctata är en fjärilsart som beskrevs av Otto Staudinger. Coscinia bipunctata ingår i släktet Coscinia och familjen björnspinnare. Inga underarter finns listade i Catalogue of Life.